# ラグビーリーグとラグビーユニオンの比較
ラグビーリーグとラグビーユニオンの比較（ラグビーリーグとラグビーユニオンのひかく）では、2つのチームスポーツ、ラグビーリーグとラグビーユニオンの比較について記述する。
ラグビーリーグとラグビーユニオンは、互いに起源を同じくするラグビーフットボールであり、1895年、選手に金銭報酬等を支払うことを許容するかを巡り、プロ化を許容するラグビーリーグと、アマチュアスポーツであることを堅持するラグビーユニオンに分裂した。もっとも、1995年にラグビーユニオンは、ラグビーリーグやその他ほとんどのフットボール競技と同様に開かれたプロスポーツとなった。
前記のとおり、両者は、当初は、統括団体が異なるのみであった。しかし、ほどなくして、ラグビーリーグのルールが修正され、2つの明確に異なるラグビーが生まれた。ラグビーリーグとラグビーユニオンとの間の持って生まれた類似点から、時に触れて2つのラグビーの融合の可能性につながり、2つのスポーツのルールを混合した実験的なハイブリッド競技がプレーされてきた。

## 歴史
ラグビーユニオンは元々ラグビーフットボールと呼ばれていた。ラグビーフットボールの発生初期は、それぞれの学校が異なるルールを使用していた。そのため多くの場合、試合の開始直前にルールについて合意を形成する必要があった。1871年、イングランドのクラブがラグビーフットボール連合（RFU）結成のために会合を開いた。ラグビーフットボールはオーストラリアとニュージーランドにも広がっており、19世紀初頭から中頃にこれらの国々でプレーされた。
1892年、ヨークシャーのクラブが試合のために仕事を休んだ選手に対して休業補償を行った後、これらのクラブに対してプロフェッショナリズムの嫌疑が課された。試合への出場のために仕事休んだ時に選手に対して最大6シリングを支払うという提案はRFUによって否決された。1895年8月27日、主要なランカシャーのクラブは、プロ組織を設立するというヨークシャーの仲間の提案を支持する、と宣言し、北部ラグビーフットボール連合（NRFU）が結成された。ロンドンのRFUの権力者らは、分派したグループに関わったクラブ、選手、および審判員（北部連合のチームでプレーあるいは対戦したアマチュア選手を含む）に対して制裁を課した。この分裂後、RFUのコード（code、法典）は「ラグビーユニオン」、NRFUのコードは「ラグビーリーグ」と呼ばれるようになった。
1906年、オールブラックスのジョージ・ウィリアム・スミスとアルバート・ヘンリー・バスカヴィルはプロラグビー選手のチームを作るために協力した。ジョージ・スミスはシドニーの友人に電報を打ち、ニューサウスウェールズ州代表との間で3試合のプロの試合が企画された。この試合はラグビーユニオン規則の下でプレーされた。オールゴールズ（All Golds）という愛称が付けられたこのチームは次にイギリスに遠征し、リーズに到着すると新しい北部連合の規則を学んだ。それと同時に、シドニーではオーストラリアにおけるプロラグビー競技会の設立について考えるために会合が組織された。この会合では、北部連合のルールをプレーするために、「ニューサウスウェールズ・ラグビーフットボールリーグ」（NSWRFL）が結成されるべきである、と決議された。NSRFLの競技会の初シーズンは1908年にプレーされ、それ以後毎年プレーされ続けている。
ラグビーリーグのカンガルーズ1921-22イギリス遠征の間、北部ラグビーフットボール連合はパリで試合を企画しようと試みていたが、ラグビーフットボール連合と提携するフランスラグビー連盟からの反対によって不可能となった。フランスでは、1930年代にラグビーユニオンからラグビリーグが分裂した（プロフェッショナリズムの嫌疑でフランスがファイブ・ネイションズから追放されたため）。1948年、フランスはラグビーリーグのための世界競技運営団体として国際ラグビーリーグ評議会の結成を推進した。フランス、ニュージーランド、イギリス、およびオーストラリア（数カ月後に加盟）が創設国となった。国際ラグビーフットボール評議会（IRFB、現在のワールドラグビー）はリーグとの分裂に先立つ1886年に結成されており、ラグビーユニオンの国際統括団体として残っていたが、加盟協会はイングランド、ウェールズ、アイルランド、およびスコットランドのみであった。オーストラリア、ニュージーランド、および南アフリカは1948年に、フランスは1978年に、アルゼンチン、カナダ、イタリア、および日本は1991年にIRFBに加盟した。
1995年8月26日、IRFBはラグビーユニオンが「開かれた」競技と宣言した。これによってラグビーユニオン選手への支払いや競技から利益を得ることに関する全ての制限が取り除かれた。当時のニューヨーク・タイムズ紙によれば、「13人制ラグビーリーグはもう一方のコード（ラグビーユニオン）よりも優れたアスリートによるより速く、より開かれた競技であること証明してきた。ラグビーユニオンはうまくアマチュアリズムからの脱出を試みているところであり、一部の当局者らは競技（ラグビーユニオン）が遅すぎであり、規則はより多くのTV視聴者を引き付けるには入り組み過ぎているということを認めている」。

## 命名
どちらのラグビーコードもフットボールの一種であるものの、「フットボール」という単語は国（あるいは実際には国内の地域）によってサッカー、グリッドアイアンフットボール、ゲーリックフットボール、オーストラリアンフットボールを意味すると理解されるため、多くの場所で混乱の原因となりうる。ラグビーユニオンがプレーされる国の大半では、ラグビーリーグはほとんどプレーされず、ラグビーユニオンが一般的に単に「ラグビー」と呼ばれる。両方のコードがプレーされる国々では、これらのコードを区別する必要がある。
イギリスでは、ラグビーユニオンあるいはラグビリーグのファンがこれらのスポーツを「フットボール」と呼ぶのは稀である（ほとんどの場合フットボールはサッカーを意味するため）。イギリス全土で、ラグビーユニオンは大抵単に「ラグビー」と呼ばれるが、イングランド北部では「ラグビー」という単語はどちらのスポーツも指し示しうる（しかし大抵は「ラグビーリーグを意味する」）。イングランドの上流階級のスクールで生まれた「ラガー」（rugger）という愛称はほぼ常にラグビーユニオンを意味する。
オーストラリアとニュージーランドでは、ラグビーリーグは大抵「リーグ」あるいは「フットボール」と呼ばれ、後者は潜在的にオーストラリアンフットボールおよびサッカーと混同される。ラグビーユニオンは単に「ラグビー」と呼ばれることが多く、イギリスで見られるような曖昧さは存在しない。
フランスでは、ラグビーユニオンは「rugby à quinze」（15人のラグビー）あるいは単に「rugby」と呼ばれるのに対して、ラグビーリーグは「rugby à treize」（13人のラグビー）あるいは「jeu à treize」（13人のゲーム。1980年代中頃までは「ラグビー」と名乗ることができなかったため）と呼ばれる。

## 試合
1895年の分裂以後、ラグビーユニオンとラグビーリーグ双方の規則が変更されていったため、現在ははっきりと異なるスポーツとなっている。ラグビーリーグ競技規則はより速く、より観客に分かりやすいスポーツを作り出すことを目指して徐々に変更されてきた。フィールド上の選手数は各サイド13人に減らされ、これによって攻撃のためによりスペースが作り出された。ラックとモールはプレ-ザ-ボールによるリスタートに置き換えられた。ラグビーユニオン競技規則の変更点はあまり極端なものではないが、試合がゴールに集中するよりもトライを目指したものとなるように得点の調整が行われてきた。2009年、大きな規則変更がより単純でよりオープンな試合を作る目的で実施された。ラグビーリーグ歴史家トニー・コリンズ は、1990年代中盤におけるプロスポーツへの転向以後、ラグビーユニオンはラグビーリーグから技術と戦術をますます取り入れてきている、と述べている。
ラグビーユニオンはラグビーリーグよりも多くの規則を有し、より複雑な競技であると説明されてきた。同様にしてラグビーリーグは観客がより理解しやすいより単純な競技と説明されてきた。オーストラリアのデュアルコードインターナショナル（リーグとユニオンの両方で代表に選ばれたラグビー選手）マット・ロジャーズは、「ラグビー [ユニオン] は非常に複雑で、ラグビーリーグは比較するとかなり単純だ」と述べている。イングランドのデュアルコードイングランド、クリス・アシュトンは、ユニオンは「戦術的な面がより多くで、試合で起こり得ることがより多い」と述べた。アイルランドのトム・コートは「ラグビーユニオンはスクラムやラインアウトのリフトのような一定の閉じた技術を伴う複雑な競技で、ラグビーリーグは最高レベルで競い合うためにはより高水準のフィットネスを必要とする」と述べた。

### 2つのコード間の類似点
2つのラグビーは同じ基本的な競技規則を有し、似た形状の卵形ボールを使用する。試合の目的はトライ、コンバージョン、ペナルティゴール、ドロップゴールによって80分以内に相手より多く得点することである。
2つのポストの間、クロスバーの上をキックしたボールが通過した時がゴールとなる。これはオープンプレー時あるいはペナルティの結果として得られる。トライは守備チームのゴールライン上あるいはラインを越えた位置にボールをタッチダウンした時に得られる。トライを決めたサイドは、トライを決めた位置と同じ距離だけサイドラインから離れたサイドラインに平行な線に沿った地点からペナルティゴールの試行と同様にコンバージョンを蹴ることによって追加の2点を得る機会が与えられる。
ボールは、キッキング、ボールを持ったランニング、あるいはセットピースの結果、という3つのやり方で前進させることができる。ボールはチームメイト間で後方あるいは側方に手から手にパスすることができる。前方にパスしてはいけないが、前方にキックすることはできる。ボールを前方に落とすとスクラム（試合を再開するセットピース）となる。例外として、リーグでの6回目のタックル時にはスクラムとならず、相手側に所有権が引き渡されて試合が再開する。
ボールを保持している選手にだけタックルしてもよい。ラグビーのタックルはボールキャリアを地面に捻じ伏せる、あるいは前進を止めようとする試みである。タックルされると、ボールは別の選手に移動されてプレーが再開する。
プレーのポジションは「バックス」― 一般的により速く、より機動力があり、ほとんどの点を決める選手、とより大きく、より強い「フォワード」に分けられる。フォワードはラグビーのより身体的な側面に関わり、一般的により多くのタックルを行う。

### 所有権（ポゼッション）
2つの競技の試合の大きな違いは、ラグビーリーグがラグビーユニオンでは残っているボールの所有権を争ういくつかの機会（タックル後、ラック中のグラウンド上、モール中）を規則から取り除いたことである。ボールがタッチに出た時、ラグビーユニオンでは所有権はラインアウトによって争われるのに対して、ラグビーリーグではスクラムでプレーを再開する。所有権の争いにそれほど注力しないことは、ラグビーリーグではプレーの停止がより少ないことを意味する。ラグビーリーグでは通常80分の試合時間中50分がインプレーであるが、プロラグビーユニオンでは35分程度である。ボールがより多くプレーされ、フィールドをカバーするための人数がより少ない（ユニオンの15人に対してリーグは13人）ため、ラグビーリーグはより身体的要求が高いスポーツであることが暗示されてきた。
ユニオンでは、攻撃チームは可能である限りずっとボールを保持し、使うことができるのに対して、相手は攻撃側からボールの所有権を奪うことを目指す。リーグでは、各チームは6回までタックルを受けることができ、6回目のタックルで所有権が相手に引き渡される。さらに、タックルが成功するたびに動作が止まる（すなわちタックル後にボールは争われない）。5回タックルを受けた後、攻撃チームは大抵攻撃のためあるいは陣地を得るためにボールを蹴る。リーグではボールは1対1のタックルの間にのみ争うことができるため、ラグビーユニオンよりもターンオーバーが起こる余地が小さい。IRBによって委託された研究では、ラグビーユニオンにおいて2002年から2004年の間にタックル14回中13回で攻撃チームによって所有権が保持された。コリンズは、ラグビーリーグにおける6回タックルルールは、所有権を争う機会がより少ないにもかかわらず、より均等な所有権の分布を実現している、と主張している。どちらの競技においても、攻撃チームがボールを前方に落とす、あるいは前方にパスすると所有権を失い、守備チームにスクラムが与えられることとなる。
ユニオンでは、所有権はラインアウト（ボールがタッチに出た後にプレーされる）とスクラム時にも争うことができる。同じ研究では、スクラムでボールを持つチームが90パーセントの割合でポゼッションを再度得るのに対して、ラインアウトでボールを投げ入れる側が所有権を再び獲得するのは80パーセントであることが明らかとなった。リーグにはラインアウトはないが、プレーの再開のためにスクラムを使用している。現代のラグビーリーグではスクラムが争われるのは一般的ではなく、スクラムを与えられたサイドがほぼ常に所有権を得る。所有権はプレーを再開するためのハーフウェーと22メートルライン（とリーグではゴールラインから）からのキック後にも争うことができる。一般的に、リーグのプレー再開は、所有権がすばやく必要でない限り（大抵はチームが負けていて試合の残り時間が非常に少ない場合）、距離を得ようとする可能性が高い。ユニオンのプレー再開は、選手が空中で所有権を争うことができるように短かく蹴る可能性がより高い。
所有権はどちらの競技でも同じように変わりうる。
1. ボールが相手チームへ蹴られた時は、いかなる時でも所有権の変更が起こりうるが、ラグビーリーグでは最後（6回目）のタックル時にパントを行うのが通常である。
2. ゴールへのキックが失敗した後。ゴールへのキックが失敗し、ボールがデッドになると、プレーはドロップアウト（ユニオンでは22メートルライン地点、リーグでは20メートル）で再開される。
3. 相手選手がパスをインターセプト（途中で捕まえた）時。
4. 所有権を持つ選手がボールを落とし、相手選手によってリカバー（回収）された時。
5. 選手がボールを前方に落とすか、前方のパスを投げると、相手チームにスクラムが与えられる。一部の場合では、レフリーはアドバンテージルールの下で落とされたボールを拾い上げたチームによってプレーが継続するのを許す。
6. 選手が反則プレーを行ったとすると、相手チームにペナルティが与えられ、ボールを受け取る。

ラグビーリーグにおいて所有権は多くの固有のやり方で変わりうる。
1. ラグビーリーグでは、ボールがアウト・オブ・プレーになった（外に出た）時、相手チームにスクラムが与えられる。もしこれがタッチに直接蹴り出されたとすると、これはボールバック（英語版）と呼ばれ、ボールと接触が起こった地点でスクラムが作られる。それ以外では、近年のルール変更の下、タッチに出た地点から20メートル離れた場所でスクラムが作られる。ペンバーと40/20キック（自陣40メートルより手前から蹴ったボールが相手陣の20メートル以内に着地した後にタッチに出ること）はこのルールの例外である。
2. 1対1のタックルが試みられたとすると、タックラーはレフリーが「held」とコールしていない限り、あるいは攻撃選手が地面に倒れてタックルが成立していない限り、攻撃選手からボールを合法的に奪うことができる。
3. 所有権を持つチームが6回のタックルを受けた時、あるいは6回目のタックル（攻撃）でノックオンが起こった時、自動で所有権が移行が起こる。

ラグビーユニオンにおいて所有権は多くの固有のやり方で変わりうる。
1. ラグビーユニオンでは、ボールがアウト・オブ・プレーになった（外に出た）時、相手チームにラインアウトが与えられる可能性がある。相手チームは
2. ラグビーユニオンでは、攻撃チームはスクラム、ラインアウト、モール、ラック、あるいはタックルにおいて所有権を失う可能性がある。

### タックル
どちらの競技でも、ボールを所有している選手を地面に倒すため、あるいは前進を妨げるためにタックルが許されている。ボールを所有してない選手へのタックルあるいは妨害は許されない。トリッピング（自分の脚で相手の脚を引っ掛けて転ばせること）はどちらのコードでも許されない。しかしながら、ラグビーリーグでは、タックルをしている選手の両手がボールキャリア上にあるとすると、相手を倒すために脚を使うことが許されている。
ラグビーリーグでは、ボールを抱えた腕の肘が地面に触れた時、あるいは立った状態のタックルで選手の前進が停止した時にタックルが完了すると考える。ボールはさらに進むことはできず、プレイ-ザ-ボールでのリスタートあるいは所有権の移行が起こる。ラグビーユニオンでは、ボールを所有する選手が地面に組み伏せられた時にタックルが完了すると考える。選手はただちにボールをプレー（ボールを放す、パスする、あるいはトラインラインを超えていたらボールをグラウンディングする）しなければならない。ラグビーリーグでは、毎回のタックル後にプレー-ザ-ボールが行われる。ラグビーユニオンでは、選手がタックルで地面に倒された時に、タックルされた選手はただちにボールをプレーしなければならず、タックラーは転がって遠ざからなければならないためプレーは止まらない。これは一般的にラックが形成されることを意味する。
ラグビーリーグの競技規則はいわゆる「自発的タックル（voluntary tackle）」を具体的に不法にしている: 選手は相手によって効果的にタックルされない限り地面に倒れてはならない。しかし実際のところはこのルールが適用されることはほとんどない。ラグビーユニオンには以前は対応する規則は存在せず、過去にはボールを持って地面に倒れてボールを守るプレーが実践されていたが、現代のラグビーユニオンでは利益を得るために故意に地面に倒れるプレーは2017年の競技規則までは第14条によって明確に禁止されていた: 「競技は立っているプレーヤーによってプレーされるものである。プレーヤーは倒れることでボールをアンプレアブル（unplayable）にしてはならない」。2018年の競技規則からは第13条で「競技は、立っているプレーヤーによってのみプレーされる」と書かれている。

### 得点
ユニオンとリーグは同じ得点方法を有するが、得られる点数には大きな差が存在する。また、トライを得ることに関する規則でいくつかの軽微な違いがある。
トライは両方のコードにおける主要な得点方法である。2つのコード間にはいくつかわずかな違いが存在するが、最も明らかな相違は、ラグビーユニオンではトライで5点、ラグビーリーグでは4点が得られることである。どちらの競技においても、トライ後のコンバージョンは2点の価値がある。ラグビーユニオンではトライラインまでもう少しの地点でタックルされた選手は合法的に手を延ばしてトライのためのボールを下に置くことができる。ラグビーリーグでは、選手の推進力が1つの連続運動の中でラインを越えさせ続けない限り、これは許されない。タックルが完了していたとすると、こういった動きは「ダブルムーブメント」に相当し、トライすることは許されない。
ドロップゴールはユニオンでは3点、リーグでは1点の価値がある。ペナルティゴールはユニオンでは3点、リーグでは2点である。ボールを争う際の反則率の増大のため、ペナルティはリーグよりもユニオンにおいてはるかに一般的に発生する。このことと、ペナルティの成功でより高い点が得られることと合わせると、ラグビーユニオンの試合の総得点においてペナルティは（リーグと比較すると）かなり高い割合を占めることになる。

### 規則
ペナルティボックス（「シンビン」（sin bin）＝ 罪 + ゴミ箱）の使用は1980年にラグビーリーグによって導入された。ラグビーユニオンは1979年から同様のコンセプトを実験していたが、2001年まで正式には認可されなかった。
ビデオレフリー技術はラグビーリーグでは1996年に、ラグビーユニオンでは2001年に初めて使われた。
ラグビーリーグでは、ボールを故意に投げるか打つかして外に出してもよいのに対して、ユニオンではこれらのプレーは反則である。ボールを外に蹴り出すのはどちらのコードでも合法である。
「タップ・アンド・ゴー」の選択肢も持つフリーキックあるいはペナルティキックを与えられた時、ラグビーリーグはボールで足あるいは下腿を軽く叩く様式化されたキックを許しているのに対して、ユニオンではボールがキッカーの手から離れる必要がある。比較的ささいなプレーの局面に主眼を置いたこの違いは、競技間の中核的な違いの兆候として見ることができる。リーグでは、このキックの目的はできるだけ早く試合を再開すること、ランやタックルといった主要なプレーに移ることであるため、様式化されている。プレーの「あらゆる」局面が争いの要素を持っているユニオンでは、いかなるキックにおいてもボールを放すというささいな必要性から、もしファンブルが生じれば相手チームは所有権を争う機会が得られ、あるいは「ノックオン」の場合はスクラムが与えられるかもしれない。

## ピッチ

ラグビーリーグのピッチ

ラグビーユニオンのピッチ

ラグビーリーグのピッチは長さ112から122メートルの間、幅は68メートルである。トライライン間の距離は常に100メートルである。フィールド上には10メートル毎にフィールドを横断するラインが引かれている。インゴールエリアはそれぞれのゴールラインを越えて6から11メートル延びる。ゴールライン上には「H」の文字の形の一組のゴールポストがあり、ドロップゴール、ペナルティ、コンバージョンによる得点のために使われる。
ラグビーユニオンのピッチは長さ最大144メートル、幅70メートルである。トライラインからトライラインまでの長さは常に100メートルである。ラグビーユニオンのフィールド上で唯一変動のある距離はプレーフィールドの幅、トライラインからデッドボールラインまでの距離だけである。デッドボールライン、トライライン、22メートルライン、10メートルライン（破線）、ハーフウェーにはラインが引かれる。ラインはトライラインとタッチラインから5メートル、タッチラインから15メートルの位置にも引かれる。ゴールライン上には「H」の文字の形の一組のゴールポストがあり、ドロップゴール、ペナルティ、コンバージョンによる得点のために使われる。
2つの競技でピッチサイズが異なるにもかかわらず、1995年にRFUがプロフェッショナリズムを容認にして以来、クラブがピッチを含む施設を共用することが可能となっている。特筆すべき例はリーズ・ライノズとヨークシャー・カーネギーである。両クラブは一つの運営母体リーズ・ラグビー・リミテッドを持ち、ヘディングリー・スタジアムを共用している。

## 選手
ラグビーユニオンでは一度に1チーム最大15人の選手がプレーできるが、ラグビーリーグでは13人である。どちらの競技においても、ポジションは「バックス」と「フォワード」に分かれる。
| ラグビーリーグのポジション名（背番号）      | ラグビーユニオンのポジション名（背番号）                                   |
| ------------------------------------------- | -------------------------------------------------------------------------- |
| フォワード                                  |                                                                            |
| フロントローフォワード / プロップ (8 & 10)  | ルースヘッドプロップ (1) およびタイトヘッドプロップ (3)                    |
| フッカー (9)                                | フッカー (2)                                                               |
| セカンドローフォワード (11 & 12)            | ロック / セカンドロー (4 & 5)                                              |
| -                                           | ブラインドサイドフランカー (6) およびオープンサイドフランカー (7)          |
| ロック / ルースフォワード (13)              | ナンバーエイト (8)                                                         |
| バックス                                    |                                                                            |
| ハーフバック / スクラムハーフ (7)           | ハーフバック / スクラムハーフ (9)                                          |
| ファイブ-エイス / スタンドオフ (6)          | ファイブ-エイス / フライハーフ / スタンドオフ (10)                         |
| レフトセンター (4) およびライトセンター (3) | インサイドセンター / セカンドファイブ (12) およびアウトサイドセンター (13) |
| レフトウイング (5) およびライトウイング (2) | レフトウイング (11) およびライトウイング (14)                              |
| フルバック (1)                              | フルバック (15)                                                            |

ポジションの多くは似た名称を持つが、実際面ではかなり異なる。「フランカー」と呼ばれるポジションはラグビーリーグにはない。しかしながら、ラグビーリーグにおけるセカンドローがラグビーユニオンにおけるフランカーのように自由がある。ラグビーリーグにおけるロック/ルースフォワードはラグビーユニオンにおけるナンバーエイトと似ている。バックスでは、ラグビーリーグのセンターは、インサイドとアウトサイドではなく、レフトセンターとライトセンターに分かれる。
スクラムの重要性の低下とラグビーリーグからのラインアウトの排除は、この競技がより速く流動性が高い競技であることを意味してきた。ユニオンのポジションはより専門化しているため、ポジション毎に必要な技術と体形の違いがより明確になっている。例えば、ラグビーユニオンにおけるプロップとフッカーは、チームで身体的に最も強く最も重く、高いレベルのスクラムとモールの技術を持つが、伝統的に速さとボールを手で扱う技術が劣った選手である傾向にある。ラグビーリーグでは、プロップは身体的に大きく、敏捷性と優れたボールを手で扱う技術を保持したままで、相手の守備ラインに突進して、チームを前進させる役目を担うフォワードである。ユニオンにおけるロックは、ラインアウトで有利であるため、非常に背が高く跳躍力のある選手である傾向にある。それに対して、リーグではラインアウトがないため高さは必須ではなく、2人のセカンドローとルースフォワード/ロックは、攻撃面では速さと機動力、オフロードパスの能力を持ち、守備面では守備ラインに加わりこれを強化する。これらのポジションはラグビーユニオンにおける2人のフランカーとナンバーエイトのトリオに似ている。速さとボールをプレーする技術に依存して、ラグビーリーグにおけるロックは一般的にフォワードとしても追加のファイブ-エイスとしてもプレーできる。
スクラムハーフはラグビーユニオンにおける専門化したポジションであり、リーグにおけるフッカーに似ている。ユニオンのスクラムハーフはチームのほとんどの動きを開始し、リーグと同様ユニオンにおいても卓越したパサーでなければならない。ラグビーリーグではどの選手でもダミーハーフ（プレイ-ザ-ボールの後ろに立ち、ボールを受け取る選手）としてプレーできる。しかしながら、現代のプロの試合ではフォワードの基盤を後押しするため、これはフッカーのための専門化した仕事である。フッカーはボールを受け取った後にパス、ランニング、あるいはキックといったプレーを的確に選択できなければならず、同時に強く効果的なタックルも持っていなければならない。
2つの競技の間の類似性は、選手が2つのコード間を移ることができることを意味している。リーグは当初ユニオンから知名度が高い選手を雇い（例えば1907年のハーバート・"ダリー"・メッセンジャー）、RFUはラグビーリーグでプレーした選手を永久追放することによって応えた。ユニオンの選手がラグビーリーグへ転向する動き（オールブラックスのジョン・ギャラガー、フランコ・ボティカ、マシュー・リッジ、ヴァアイガ・ツイガマラなど）が1980年代末から1990年代にかけて起こった。ラグビーユニオンがプロフェッショナルになった時、リーグの選手がラグビーユニオンのチームでプレーすることが許され、リーグからユニオンへの復帰も可能になった。ギャラガー、ボティカ、ツイガマラはユニオンに復帰した。また、ジェイソン・ロビンソン、ウェンデル・セイラー、ロテ・トゥキリ、ヘンリー・ポール、イエスティン・ハリスといった一流リーグ選手がラグビーユニオンと契約した。セイラー、ロジャーズ、トゥキリ、ポール、ハリスは後にラグビーリーグへ再び転向した。両方のコードにおいて国際試合でプレーした選手はデュアルコード・インターナショナルと呼ばれる。

## クロスコード・ゲーム
1909年、新しい「北部連合」のコードがまだ始まったばかりの頃、カンガルーズとワラビーズとの試合がおよそ2万人の観客の前でプレーされた。この試合はラグビーリーグ側（カンガルーズ）が29対26で勝利した。第一次世界大戦中に戦時緊急リーグが中断されると、リーズ・ラグビーリーグは1917年にプリマスからの王立海軍基地チームと1回限りの試合をプレーするためラグビーユニオンに戻った。クリマススにはさらに2試合が企画され、ユニオンルールで行われたクリスマスイブの試合では海軍チームが9対3で勝利し、12月28日の行われたリーグルールの試合でも24対3で勝利した。第二次世界大戦中、RFUは、ラグビーリーグ選手がラグビーユニオンをプレーすることへの制限を緩和した。1943年、北方司令部陸軍ラグビーリーグチームが、ヘディングリーで行われたラグビーユニオンルールの試合で、北方司令部ユニオンチームを18対11で破った。翌年、三軍連合ラグビーリーグチームが、ブラッドフォードで行われたラグビーユニオンルールの試合で。三軍連合ラグビーユニオンチームを15対10で破った。1996年までにプレーされたリーグ対ユニオンの試合はこれらだけであった。

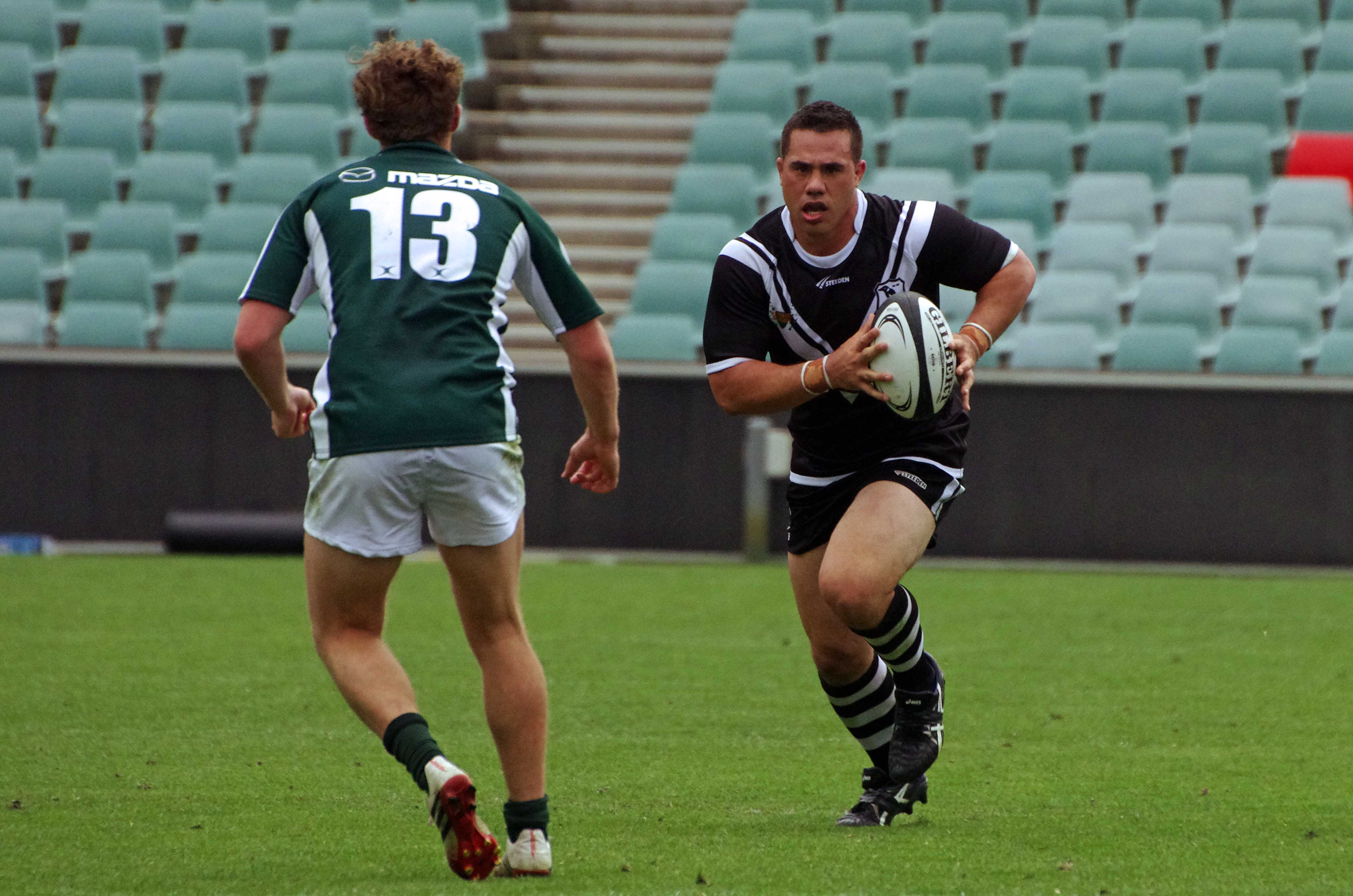
2015年に行われたハイブリッドラグビーマッチでプレーするウェスタン・サバーブズ・マグパイズのブロンソン・ハリソン

両スポーツがプロフェッショナルになり、ユニオンチームとリーグチームとの間の試合がプレーされるようになった。1996年5月、それぞれイングランドにおけるユニオンとリーグのトップクラブであるバース・ラグビーとウィガンRLFCは2つのラグビーコードで対戦して歴史を作った。リーグルールの下でプレーされた第一試合はウィガンが82対6で勝利し、ユニオンルールの下での第二試合はバースが44対19で勝利した。それ以来、ユニオンあるいはリーグルールを使ったユニオンチームとリーグチームとの試合が行われるようになり、一部の場合は前後半でコードを変えてプレーされることもある。
1996年の歴史的な2番勝負以後、ユニオンとリーグを一緒にまとめようという同様の企てが1つだけあった。2003年1月、セント・ヘレンズ（リーグ）はセール（ユニオン）と対戦した。前半はリーグルール、後半はユニオンルールが採用された。どう見てもまだアマチュアチームだったバースとは異なり、セールは10年の間プロフェッショナリズムの恩恵にあずかり、ラグビーリーグにおいて必要とされる絶えず続くタックルに順応するために必要な強さとフィットネスを向上させていた。セールは、セント・ヘレンズのホームスタジアムであるノウズリー・ロードの熱烈な観客の前で最終的に41対39のスコアで勝者となった。

## 人口統計
伝統的に、2つのラグビーは階級に沿って分かれている（ユニオンは中流階級との結び付きがより強く、リーグは労働者階級との結び付きが強い）と見られてきた。この分裂の主な理由の1つは、ユニオンがアマチュア主義を施行したことである。これは、労働者階級の選手がユニオンをプレーするために仕事を休むための金銭的余裕がなかったことを意味する。
イングランドでは、ラグビーユニオンは、主に上流階級および中流階級によってプレーされる「支配者層」のスポーツであると広く見なされている。例えば、パブリックスクールの多くの生徒はラグビーユニオンをプレーする。対照的に、ラグビーリーグは伝統的に労働者階級の職業であると見られてきた。
ウェールズでは、ラグビーユニオンは、休みの日にプレーする炭鉱労働者やその他の工場労働者から構成される小さな村のチームと結び付いている。
オーストラリアでは、階級に沿って2つのコードも強く分かれている。両コードに対する支持はニューサウスウェールズ州、クイーンズランド州、オーストラリア首都特別地域に集中している。イングランドと同様の階級間の障壁がリーグとユニオンの間には存在し、これはラグビーユニオンが私立学校で支持され発展してきていることで促進されている。
ニュージーランドでは、ラグビーユニオンは国の全土でプレーされ、ラグビーリーグは下流階級あるいはオークランドの西部の郊外に住む下流階級を示す「westies」や最近ではラグビーリーグが人気のあるオークランド南部の貧困地域のスポーツといまだに多くの人によって考えられている。
フランスでは、ラグビーは広くプレーされており、スペインとフランスとの間の境界領域に沿ったバスク、オクシタニア、カタルーニャ地域に強い伝統がある。これらの地域ではサッカーの人気に匹敵する。ラグビーリーグは歴史的にほぼ同じ地域でプレーされてきた。

## 財政と規模
イギリスでは、ラグビーの「2つのコード」は規模と売上高に大差がある。RFLの売上高は2014年に190万ポンドと報告された。ちなみに、RFUの2014年の売上高は1億5千万ポンドであった。イングランドにおけるラグビーユニオンの選手数は199万人（主にRFUに従う学校と子供のチームが競技人口を押し上げている）であるが、大人の男性選手は13万1千人である。イングランドにおけるラグビーリーグの選手数（車いすラグビーリーグ選手を含む）はおよそ10万人（2012年）である。
オーストラリアでは、2013年のラグビーリーグの参加者は143万367人（学校での出張授業を含む）、登録選手数は16万7533人だった。オーストラリアラグビーリーグ委員会は2012年度に1億8566万8873豪ドルの総収入と465万5845豪ドルの粗利益を報告した。2012年のラグビーユニオンの参加者は32万3115人であった。これには5万人の登録ジュニア選手を含まれる。2012年、オーストラリアラグビー連合（ARU）の総収入は9660万豪ドルであったが、830万豪ドルの純損失を出した。ラグビーユニオンの収入の大部分はナショナルチームの海外遠征と海外からの遠征によるもの（つまり代表戦）であるのに対して、ラグビーリーグの収入は強い国内リーグによって主に生み出される。
ニュージーランドにおけるラグビーユニオンの選手数は12万9千人と推計されており、ラグビーリーグは3万5721人である。
ラグビーユニオンは一般的に世界中により広く普及している。これは主に、20世紀初頭にラグビーリーグがどういうわけか禁止されていたイギリスの軍隊によって英連邦諸国へラグビーが広まったことによる。例えば、ラグビーユニオンは南アフリカやアルゼンチンといった数多くの国々で人気スポーツである。

## 国際大会
最古のラグビーユニオンの国際大会はシックス・ネイションズである。シックス・ネイションズは1883年にイングランド、ウェールズ、アイルランド、スコットランドの4か国で始まった。1910年にフランスが、2000年にイタリアが加わった。1996年、南半球の南アフリカ、オーストラリア、ニュージーランドがトライ・ネイションズと呼ばれる毎年開かれる国際大会を開始した。2012年にはアルゼンチンが加わり、ザ・ラグビーチャンピオンシップに改名された。
ラグビーユニオンは、パリ大会（1900年、1924年）、ロンドン大会（1908年）、アントワープ大会（1920年）の4度の夏季オリンピックでメダル競技として行われ、2016年に7人制（セブンズ）の形式でオリンピックに復帰した。ラグビーユニオン・セブンズはコモンウェルスゲームズとアジア競技大会における中心的イベントである。
ラグビーリーグにおける主要な毎年開催される国際大会はフォーネイションズであり、1999年に初めて開催された。元々はイギリス、オーストラリア、ニュージーランドが参加しており、2009年に招待枠が1つ追加された。ラグビーリーグは1954年にワールドカップを導入し、それ以来様々なフォーマットで断続的にに開催されてきた。ラグビーユニオンの初めてのワールドカップは1987年に開催された。どちらのワールドカップも4年に1回開催されている。

## 推薦文献
- David Ian Campese; Peter Jenkins; Peter Frilingos; Malcolm Norman Meninga (1994). My game, your game. Ironbark Press. p. 288. ISBN 978-0-330-35616-9